# Рацлавівка (гміна)
Ґміна Рацлавівка (пол. Gmina Racławówka) — колишня (1934—1939 рр.) сільська ґміна Ряшівського повіту Львівського воєводства Польської республіки (1918—1939) рр. Центром ґміни було село Рацлавувка.

1 серпня 1934 р. було створено об'єднану сільську ґміну Рацлавівка в Ряшівському повіті Львівського воєводства внаслідок об'єднання дотогочасних (збережених від Австро-Угорщини) громад сіл (ґмін): Блендова Зґлобєньска, Богухвала, Кєлянувка, Люториж, Нєхобж, Носувка, Рацлавувка, Старонива, Воля Зґлобєньска, Зґлобєнь і Звєнчица.